# Балтийско-адриатически коридор
Балтийско-адриатическият коридор (на немски: Baltisch-Adriatische Achse) е европейска инициатива за изграждане на железопътен коридор с висока пропускателна способност от Северна Европа на юг, свързвайки по този начин град Гданск на Балтийско море с Болоня на Адриатическо море.
Коридорът пресича Полша, Чехия, Словакия, Австрия и Италия, като свързва основно високо индустрализирани области и градове като Варшава, Горносилезкия въглищен басейн, Виена, Югоизточна Австрия и Северна Италия. Коридорът е разработен въз основа на проекта Трансевропейска транспортна мрежа (TEN-T), № 23, по който през 2003 година е построена непрекъсната железопътна линия между Гданск и Виена. С пропускателна способност 24 милиона тона товари годишно Балтийско-адриатическият коридор се смята за една от най-важните трансалпийски линии в Европа.

## История
По инициатива на австрийското Министерство на транспорта през 2006 г. Полша, Чехия, Словакия, Австрия и Италия подписват споразумение за разширяване на жп магистрала TEN-T 23, с цел да се създаде Балтийско-адриатически коридор. Целта на инициативата е премахване на местата за задръствания, свързване на транспортните потоци и връзка с други европейски жп коридори, премахване на структурните и географски фактори в недостатъчно добре обслужвани райони (например в Щирия и Каринтия), повишаване на конкурентоспособността на железниците с автомобилните пътища и реализацията на потенциала за развитие на пазара на пътнически транспорт.
През 2009 г. 14 европейски държави подписват декларация, с която призовават за реализиране на Балтийско-адриатически коридор между Гданск и Болоня. Работите започват в края на 2008 г. През първия етап започва разширяването на Коралмската железопътна линия между Грац и Клагенфурт: тогава започва изграждането на Коралмския тунел, най-големият инфраструктурен елемент от железопътната линия. Въвеждането му в експлоатация е планирано за 2022 г. През 2012 г. стартира изграждането на Земерингската железопътна линия, за която се очаква да бъде открита през 2024 г., заобикаляйки височините в планинския проход Земеринг.
С решение от 19 октомври 2011 г. Балтийско-адриатическия коридор е свързан с TEN-T Rail Baltica – линия, проектирана за връзка между Варшава през Каунас, Рига и Талин с Хелзинки (вкл. предложения тунел между Хелзинки и Талин). На 24 април 2012 г. в дискусия с депутата от Европейския парламент, Дебора Серачиани, италианският министър на инфраструктурата и транспорта Корадо Пасера потвърждава намерението на италианското правителство да удължи Балтийско-адриатическия коридор до гр. Анкона (на 325 km южно от Венеция).

## Железопътни линии
- Гданск Централна – Варшава Източна (Полски държавни железници, жп линия № 9)
- Варшава Централна – Гродзиск-Мазовецки (ПЖД, жп линия № 1, бившата жп линия Варшава-Виена)
- Гродзиск-Мазовецки – Заверче (ПЖД, жп линия № 4)
- Заверце – Катовице (ПЖД, жп линия № 1, бившата жп линия Варшава-Виена)
- Краков – Чеховице-Джеджице (ПЖД, жп линия № 139)
- Чеховице-Джеджице – Петровице у Карвине
- Звардон – Чадца (Словашки държавни железници, жп линия № 129) – Жилина (СЖД, жп линия № 127)

## Обслужвани райони
- Гдански залив с пристанища Гданск и Гдиня
- Варшавска агломерация, с връзка към Rail Baltica
- Лодз
- Горносилезка индустриална зона (Катовице) и прилежащата към него Северна Моравия (Острава)
- Оломоуц
- Бърно
- Виена
- Братислава
- Щирия
- Триест и Удине, област Фриули – Венеция-Джулия
- Венето
- Емилия-Романя
- Марке (Анкона)